# Mossavattnet (Anundsjö socken, Ångermanland, 708009-161445)
Mossavattnet är en sjö i Örnsköldsviks kommun i Ångermanland och ingår i Gideälvens huvudavrinningsområde. Sjön har en area på 0,265 kvadratkilometer och ligger 344,7 meter över havet. Sjön avvattnas av vattendraget Svartsjöbäcken.

## Delavrinningsområde
Mossavattnet ingår i det delavrinningsområde (707982-161424) som SMHI kallar för Inloppet i Svartsjön. Medelhöjden är 369 meter över havet och ytan är 17,52 kvadratkilometer. Det finns inga avrinningsområden uppströms utan avrinningsområdet är högsta punkten. Svartsjöbäcken som avvattnar avrinningsområdet har biflödesordning 4, vilket innebär att vattnet flödar genom totalt 4 vattendrag innan det når havet efter 98 kilometer. Avrinningsområdet består mestadels av skog (89 procent). Avrinningsområdet har 0,27 kvadratkilometer vattenytor vilket ger det en sjöprocent på 1,5 procent.